# Нираска (Империја)
Нираска је насеље у Италији у округу Империја, региону Лигурија.
Према процени из 2011. у насељу је живело 40 становника. Насеље се налази на надморској висини од 488 м.